# FTX
FTX是一家數位资产现货与衍生品交易平台，於2019年5月在安提瓜和巴布达成立，总部位于巴哈马2022年曾經居全球交易所日交易量排名第4位。FTX在2021年的數位资产总交易量，比2019-2020年的总和高出约11.5倍，比2020年的交易量增长近2400%。平均日交易量为140亿美元，最高单日交易量超过600亿美元。

## 發展歷程

### 成立公司
FTX的创始人是山姆·班克曼-弗里德（以下简称“SBF”）。SBF于1992年出生在美国加利福尼亚州，2014年毕业于麻省理工学院，主修物理學。毕业后，SBF进入华尔街量化交易公司简街资本。2017年，SBF创办加密貨幣量化交易公司 Alameda Research，在一年内跃升为行业头部量化公司。2019年5月，SBF创办數位资产衍生品交易平台 FTX（FTX的命名源自於"Futures Exchange"的縮寫）。

### 資產爭議
2022年11月，FTX發行的代幣FTT流動性受到質疑，價格一日內大跌7成。公眾的擔憂始於有關公司間不道德和欺詐性客戶資金轉移的謠言。 2022年11月，CoinDesk也提出了擔憂，表示FTX的合作夥伴公司 Alameda Research 持有FTX原生代幣（FTT）的很大一部分資產。 此消息曝光後，競爭對手交易所幣安的執行長趙長鵬宣布幣安將出售其持有的代幣，隨後FTX的客戶提款量迅速增加。 FTX無法滿足顧客提現需求。 幣安簽署了併購該公司的意向書，並進行盡責查證，以確保客戶能夠及時從 FTX 收回資產，但幣安第二天撤回了併購要約，理由是客戶資金處理不當和美國機構的報告調查。

### 申請破產
2022年11月12日，FTX申请美国破产法第十一章破产重组。 2022年12月12日，應美國政府要求，創辦人山姆·班克曼-弗里德因金融犯罪被巴哈馬當局逮捕。
山姆·班克曼-弗里德私人助理及FTX公關主管Natalie Tien在山姆·班克曼-弗里德受審期間，Natalie Tien每日都有到法院旁聽。